# 乾西乡
乾西乡，中国浙江省金华市婺城区下辖的一个鄉。

## 辖区
乾西乡下辖以下地区：
西苑社区、上陈社区、联合社区、上天师社区、鲍杨社区、移民小康社区、湖头村、坛里郑村、杨石村、王店村、马淤村、后畈田村、栅川村、幸福村、雅宅村、下天师村和黄桥头村。